# Hydreuma
Hydreumata (Singular Hydreuma; heutiges arabisch dêr; kariyah, auch kurêyah, wekâla) waren befestigte Wasserstationen in der östlichen Wüste in Ägypten an den verschiedenen Karawanenwegen zwischen den Häfen am Roten Meer (Erythräisches Meer) und dem Niltal.
Es waren gewöhnlich rechteckige Befestigungen mit Ecktürmen und einem von Rundtürmen flankierten Tor an einer Schmalseite. Im Innern befand sich eine Zisterne in einem Innenhof, in dem die Lasttiere untergebracht werden konnten. Die Zisternen waren oft aus Ziegelsteinen erbaut und wurden von einer Einheit Bogenschützen bewacht.
Die wichtigsten Karawanenwege verliefen zwischen:
- Berenike und Koptos (Qift)
- Quseir und Qift, mit Signalstationen (durch das Wadi Hammamat)
- Philoteras und Kainopolis (Kenah)
- Aiḏâb nach Kûs (Apollinopolis Parva) südlich von Qift (mittelalterlich)

Einzelne Stationen:
- Badi'â
- Abu Krêyah (Vetus Hydreuma), Hydreuma Troglodyticum nach Plinius
- Wadi Gasus
- Wadi Umm Wikala